# Фрай-Хорхе (биосферный резерват)
Фрай-Хорхе — биосферный резерват Чили. Включает национальные парки Фрай-Хорхе, Талиней и Пунта-дель-Фиенто. С 1976 года входит во всемирную сеть биосферных резерватов, в 2012 году резерват был расширен.

## Физико-географическая характеристика
Биосферный резерват Фрай-Хорхе расположен в провинции Лимари к северу от Сантьяго. Он включает эстуарий реки Лимари, береговую зону, полузасушливую и засушливую зоны кустарниковой растительности и вечнозелёные реликтовые леса. Резерват протянулся вдоль Береговой Кордильеры.
Согласно концепции зонирования резерватов общая площадь территории, которая составляет 1343,11 км², разделена на три основные зоны: ядро — 99,59 км², буферная зона — 256,82 км², зона сотрудничества — 986,7 км². По данным protectedplanet площадь резервата составляет 98,45 км².

## Флора и фауна
Резерват является средой обитания типичных средиземноморских видов в Чили, в том числе птиц (Nothoprocta perdicaria), (Sturnella loyca), (Diuca diuca), (Mimus thenca), млекопитающих (Dusicyon culpaeus).
На территории резервата произрастает 440 видов местной флоры, из них 266 видов являются эндемиками Чили. В частности здесь можно встретить (Aextoxicon punctatum) и (Drimys winteri), которые обычно растут южнее на 1000 км. Основными видами являются (Azara celastrina), (Schinus latifolius), (Lithraea caustica), (Porlieria chilensis), (Senna cummingii), (Fuchsia lycioides), (Echinopsis coquimbana), Baccharis, Salix, Potamogeton pectinatus, Myriophyllum aquaticum.

## Взаимодействие с человеком
Резерват был создан в 1976 году и расширен в 2012 году. Он включает одноимённый национальный парк, а также парки Талиней и Пунта-дель-Фиенто. Управляющей организацией является CONAF — национальная лесная корпорация.
Ядро резервата остаётся нетронутой зоной, на которой нет фермерских хозяйств и вырубки леса. В транзитной зоне происходит некоторая хозяйственная деятельность. На территории резервата проводятся различные исследования и образовательные программы. Резерват посещает около 15 тысяч туристов ежегодно.
По данным 1999 года в буферной зоне проживало около 750 человек, в основном занятых в сельском хозяйстве.